# Condado de Buckingham (Austrália do Sul)
O Condado de Buckingham é um dos 49 condados da Austrália do Sul. Foi proclamado pelo Governador James Fergusson em 1869 e nomeado para o terceiro Duque de Buckingham e Chandos, Richard Temple-Nugent-Brydges-Chandos-Grenville que foi nomeado Secretário de Estado das Colônias em 1867. Está localizado ao lado da fronteira Victoriana  no sudeste superior do estado. Isso inclui a maior parte da área de governo local contemporânea do Conselho Distrital de Tatiara e uma pequena porção leste do Conselho distrital de Coorong.

## Hundreds
O Condado de Buckingham é dividido nos seguintes 11hundreds:
- Hundred de Archibald (Ngarkat, Coombe)
- Hundred de Makin (Ngarkat, Makin)
- Hundred de McCallum (Ngarkat, McCallum)
- Hundred de Shaugh (Shaugh)
- Hundred de Stirling (Keith)
- Hundred de Pendleton (Sherwood, Brimbago)
- Hundred de Cannawigara (Sherwood, Lowan Vale)
- Hundred de Senior (Senior)
- Hundred de Willalooka (Willalooka)
- Hundred de Wirrega (Buckingham, Mundulla West)
- Hundred de Tatiara (Bordertown, Wolseley)